# 鄒他
鄒他（？—196年），東漢末年吳郡烏程人，與軍閥嚴白虎、王晟、錢銅一起抵抗孫策侵略，但仍被孫策擊破並遭擒獲，後和錢銅並同其家族一起被孫策處斬。

## 生平
鄒他，資治通鑑作鄒佗，建安元年（西元196年），孫策討伐嚴白虎時，鄒他與吳郡嘉興人王晟和同鄉錢銅等不肯臣服孫策，而聚眾抵抗孫策，卻被孫策擊敗並被孫策擒獲，與錢銅並同其家族一起遭孫策處斬。

## 三國演義
毛宗崗版刪除其名，嘉靖本則誤寫為周泰(應作鄒他)，為嚴白虎部將，被委任鎮守烏城(應作烏程)，後被投降孫策不久的大將太史慈登城後射殺。

## 嘉靖版演義資料
- 嘉靖年間版《三國演義》：時有嚴白虎自稱“東吳德王”，遣周泰守烏城，王晟守嘉興。策兵至，白虎令弟嚴輿出城，交兵於楓橋。
- 嘉靖年間版《三國演義》：策進兵追襲。黃蓋生擒王晟，勢如劈竹。太史慈急攻打烏城，先登城射死那太守。